# 埃蒙斯 (明尼蘇達州)
埃蒙斯（英語：Emmons，/ˈɛmənz/ EM-ənz）是一個位於美國明尼蘇達州弗里伯恩縣的城市。

## 人口
根據2020年美國人口普查的數據，埃蒙斯的面積為2.20平方千米，當中陸地面積為2.19平方千米，而水域面積為0.01平方千米。當地共有人口367人，而人口密度為每平方千米167人。